# 232 (số)
232 (hai trăm ba mươi hai) là một số tự nhiên ngay sau 231 và ngay trước 233.